# X-Blades
X-Blades es un videojuego de acción-aventura desarrollado por TopWare Interactive y Gaijin Entertainment y distribuido por SouthPeak Games para las plataformas PlayStation 3, Xbox 360 y Microsoft Windows.
Fue lanzado el 10 de febrero de 2009 en los Estados Unidos y el 24 de junio de 2009 en Australia. Originalmente, el juego fue concebido bajo el nombre Oniblade pero en marzo de 2008, SouthPeak cambia su nombre por X-Blades.
Ayumi es la protagonista del jugador, su misión principal es encontrar la Orbe de la Luz para quitarse la maldición adquirida por la Orbe de la Oscuridad. En el transcurso del juego deberá enfrentarse a hordas demoniacas y recibirá la ayuda de sus amigos. Sus principales armas son dos pistolas y dos espadas. Las versiones del juego para PlayStation 3 y Xbox 360 sólo se diferencia en la cobertura proporcionada por la ropa interior Ayumi.
X-Blades recibió críticas positivas por su estilo de anime, y su calidad de moldeado de Ayumi. Sin embargo los críticos, no elogiaron los gráficos y su modo de juego.
En 2012, apareció su sucesor, Blades of Time, para Xbox 360, PlayStation 3, PC y MAC.

## Antecedentes

### Desarrollo
X-blades es desarrollado por un estudio independiente ruso, Gaijin Entertainment. Los desarrolladores se autoproclamaron fanes del anime japonés, y decidieron demostrarlo en el diseño del juego. El título había sido anunciado previamente sólo para PC bajo el nombre de Oniblade. El motor gráfico fue desarrollado por la misma compañía y se le conoce con el nombre Dagor Engine. Este motor se utilizó para crear el entorno gráfico del juego tales como los escenarios, animaciones, cinemáticas, y la integración de anime en el juego. La versión 3.0 es la última que se empleó en el juego.
El título había sido anunciado previamente sólo para PC bajo el nombre de Oniblade. En marzo de 2008, SouthPeak Interactive decide cancelar la versión para Wii, indefinidamente, así quedando la versión para PC, PlayStation 3 y Xbox 360.

### Lanzamiento
La primera versión en PC de X-Blades se lanzó el 23 de noviembre de 2007 en Rusia y el demo se estrenó en abril de 2009. Las versiones desarrolladas para consola se lanzaron el 10 de febrero de 2009 en Estados Unidos, el 20 de febrero de 2009 en Europa y el 30 de abril de 2009 en Japón.

## Modo de juego
X-Blades es un juego que se cataloga como un título de acción aventura, con un toque de RPG (videojuego rol). El jugador controla a una caza tesoros llamada Ayumi, armada con un par de armas cortantes nombradas Gunblades.

## Trama

### Argumento
Hace mucho tiempo, en una época muy lejana, el universo fue gobernado por dos dioses poderosos que eran venerados y adorados por todas las razas. Pero, estos seres poderosos mantuvieron una fuerte lucha por el poder. En dicha batalla, el dios de la Luz derrotó al dios de la Oscuridad, lográndolo encerrar en una orbe, no obstante, el dios de la Luz quedó encerrado en una orbe también. Posteriormente, los dos objetos fueron escondidos en un gran templo. Tras los sucesos del pasado, Ayumi una joven caza tesoros, encuentra un mapa que indica con precisión el lugar donde se ubican los dos valiosos objetos. Sin embargo, fuerzas enemigas, desearán hacerse de ellos, puesto que al abrirlos liberara los poderes ocultos en su interior.

### Personajes
- Ayumi es una joven carismática cazadora de tesoros, la mejor del mundo según ella. Hace un año, Ayumi encontró un mapa de unas ruinas que esconden un artefacto, en el cual una persona encerró todo su poder dentro, para ocultarlo de algo o alguien. Cuando cree haber encontrado el artefacto, resulta ser una trampa, y cae en una maldición oscura. Su misión es encontrar el verdadero artefacto para poder quitarse la maldición.[11]

- Jay es el segundo personaje controlable; se trata de un joven aventurero como Ayumi y se le puede encontrar en la Isla del Templo. Al igual que Ayumi, cuenta con el poder de la luz.

- Guardián de la Luz es el protector del orbe de la oscuridad; primer antagonista que enfrenta Ayumi para robarle el objeto que protege.

- Guardián Oscuro es el protector del orbe de la luz. Durante la trama, Ayumi se enfrentara al Guardián en varias ocasiones para liberarse de la maldición esparcida por ella.

- Jay Ofuscado es el antagonista principal del juego. Cuando Ayumi logró deshacerse de la maldición oscura, Jay sufrió las consecuencias, su poder se volvió oscuro. Jay Ofuscado, asesina al Guardián Oscuro para hacerse de más poder, asimismo controlar el mundo.

## Regiones
X-blades consta de siete regiones dentro de una isla misteriosa:
- El Templo del Sol es lugar donde comienza la aventura de Ayumi. El templo es una enorme construcción, conformado por numerosos techos abovedados con estructuras de cristal que permiten la entrada de la luz. En el interior de la construcción se perciben diversos efectos de luz.

- La costa desértica es la parte litoral que sirve de acceso a la isla sobre la cual se erige una Fortaleza. Justo en el corazón de esta pintoresca costa se localiza el acceso principal o pórtico uno de los edificios más bellos de toda la isla. A pesar de su belleza arquitectónica, su estructura se ha convertido en ruinas.

## Recepción y Crítica
Electronic Gaming Monthly llama al "personaje principal, Ayumi, un típico atrevido, con poca ropa, inteligente hablando niña mala, que demuestra una vez por todas que un bikini tanga combinación de armadura es útil para sacar a las hordas de sólo ... sobre cualquier cosa. " [cita requerida]
X-Blades recibió puntuaciones bajas alcanzando un número de 50/100 en Metacritic. El revisor de IGN, Nate Ahearn, calificó al juego con 6.0/10, argumentando que es un juego repetitivo en género hack-and-slash, con efectos especiales mediocres, al igual su modo de manejo y su inteligencia artificial. La revista española Meristation criticó por qué no se lanzó en España y su poca calidad gráfica. No obstante, los revisores de Cheat Code Central y AtomicGamer, calificaron al juego arriba de 72/100%, elogiaron la belleza femenina de Ayumi.
Para mayo de 2009, SouthPeak reveló sus ingresos financieros de 13.5 millones de dólares y destacó que sus títulos más importantes de venta son X-Blades y Big Bang Mini.